# Anticarsia repugnalis
Anticarsia repugnalis är en fjärilsart som beskrevs av Jacob Hübner 1825. Anticarsia repugnalis ingår i släktet Anticarsia och familjen nattflyn. Inga underarter finns listade i Catalogue of Life.